# Cidade Histórica de Vigan
Estabelecida no século XVI, Vigan é o melhor preservado exemplo de uma cidade colonial espanhola na Ásia. A sua arquitectura reflecte a junção dos elementos culturais vindos das Filipinas, da China e da Europa, resultando numa cidade e numa cultura sem paralelo na Ásia Oriental e no Sudeste Asiático.

## Galeria

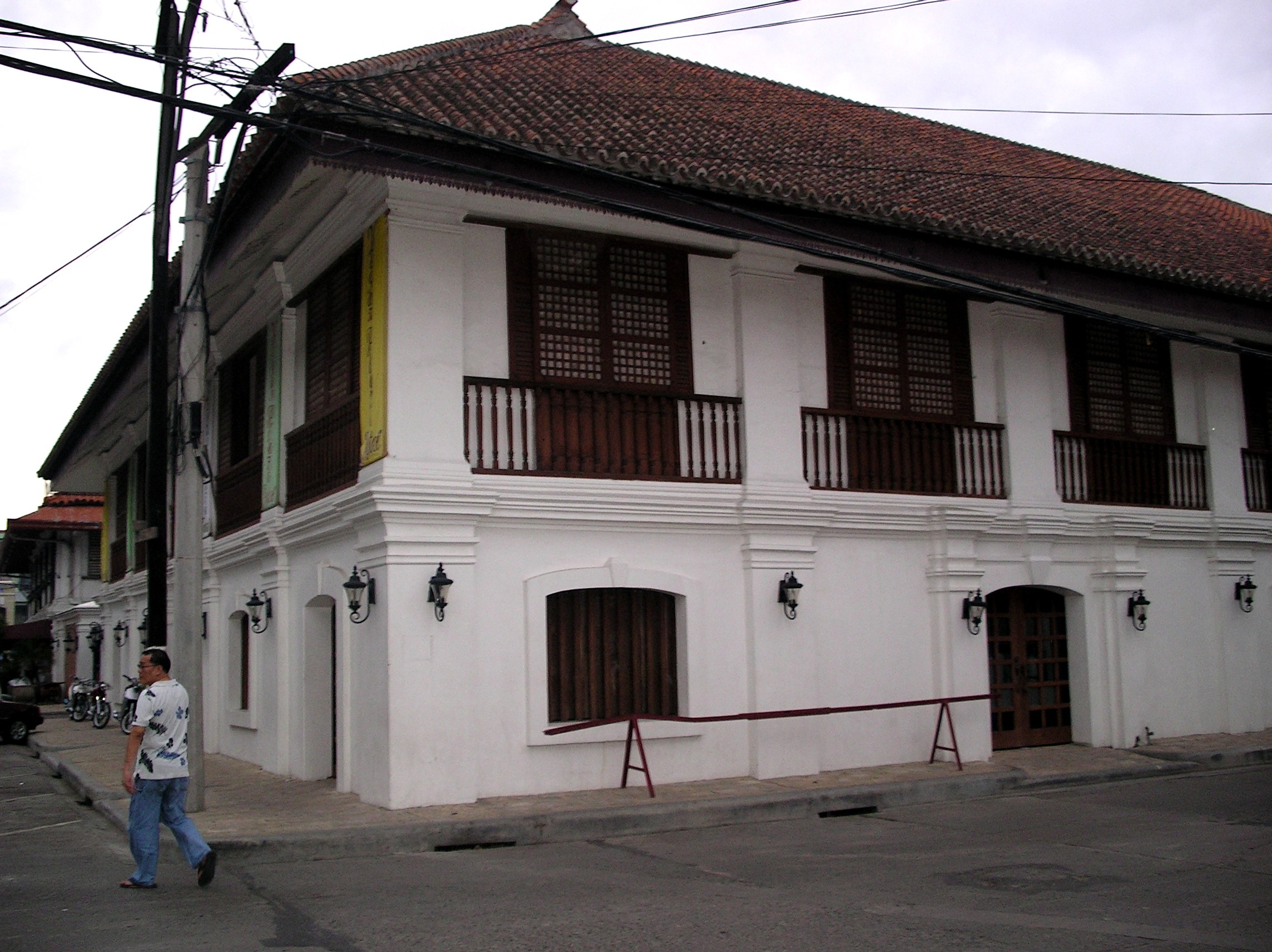
Casa Colonial.